# Augustus Le Plongeon
Augustus Le Plongeon (Jersey, 4 maggio 1825 – New York, 13 dicembre 1908) è stato un fotografo e archeologo britannico.
È stato uno studioso delle civiltà precolombiane americane, in maniera particolare della civiltà Maya dello Yucatán. Apprezzato non tanto per le sue eccentriche teorie, mai tenute in grande considerazione dalla comunità scientifica, quanto per la accurata documentazione fotografica delle rovine precolombiane.
Fu membro della Massoneria.

## Scoperte e aspetti polemici
Augustus Le Plongeon ha svolto un ruolo significativo nell'archeologia del Yucatán nel XIX secolo. Insieme a sua moglie, Alice Dixon Le Plongeon, esplorò e documentò numerosi siti archeologici Maya, concentrandosi in particolare su Chichén Itzá e Uxmal. Il loro lavoro fu pionieristico, poiché furono tra i primi a utilizzare la fotografia per documentare i siti antichi, contribuendo così a una registrazione visiva duratura delle rovine Maya.

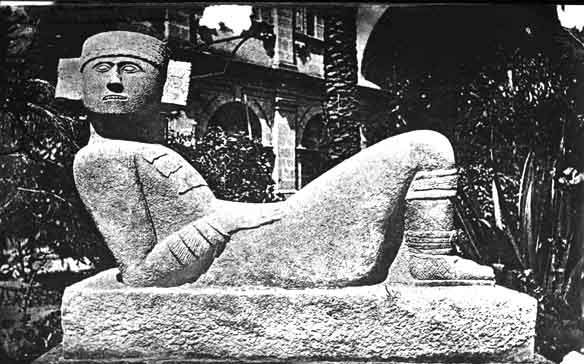
Chac Mool nel sito di Chichén Itzá

Nel 1875, durante gli scavi a Chichén Itzá, Le Plongeon scoprì il Chac Mool, una scultura che rappresenta una figura reclinata con un piatto sul ventre, interpretata come parte dei rituali religiosi maya. Le Plongeon credeva che il Chac Mool fosse una figura chiave nella storia e nella religione dei Maya, associandolo a pratiche di sacrificio e adorazione. Tuttavia, la sua interpretazione e le sue teorie più speculative, come il collegamento tra i Maya e l'antica civiltà egizia o Atlantide, furono fortemente criticate dalla comunità accademica, una teoria considerata fantasiosa e priva di fondamento.
Nonostante le controversie, il lavoro di Le Plongeon nel Yucatán contribuì a suscitare l'interesse internazionale per l'archeologia della regione e per le civiltà precolombiane, specialmente attraverso la fotografia.